# 日内瓦管巢蛛
日内瓦管巢蛛（学名：Clubiona genevensis）为管巢蛛科管巢蛛属的动物。分布于古北区以及中国大陆的新疆等地，一般生活于农作物叶丛以及果树皮下。该物种的模式产地在欧洲。